# Robert Glință
Robert Andrei Glință (Pitești, 18 de abril de 1997) es un deportista rumano que compite en natación, especialista en el estilo espalda.
Ganó una medalla de bronce en el Campeonato Mundial de Natación en Piscina Corta de 2021, tres medallas en el Campeonato Europeo de Natación, en los años 2018 y 2021, y cuatro medallas de bronce en el Campeonato Europeo de Natación en Piscina Corta, entre los años 2017 y 2021.
Participó en dos Juegos Olímpicos de Verano, en Río de Janeiro 2016 y Tokio 2020, ocupando en ambas ocasiones el octavo lugar en la prueba de 100 m espalda. Fue el abanderado de Rumanía en la ceremonia de apertura de los Juegos de Tokio 2020 junto con la remera Simona Radiș.

## Palmarés internacional
| Campeonato Mundial en Piscina Corta | Campeonato Mundial en Piscina Corta | Campeonato Mundial en Piscina Corta | Campeonato Mundial en Piscina Corta |
| Año                                 | Lugar                               | Medalla                             | Prueba                              |
| ----------------------------------- | ----------------------------------- | ----------------------------------- | ----------------------------------- |
| 2021                                | Abu Dabi (EAU)                      | Medalla de bronce                   | 100 m espalda                       |
| Campeonato Europeo                  |                                     |                                     |                                     |
| Año                                 | Lugar                               | Medalla                             | Prueba                              |
| 2018                                | Glasgow (Reino Unido)               | Medalla de plata                    | 50 m espalda                        |
| 2021                                | Budapest (Hungría)                  | Medalla de oro                      | 100 m espalda                       |
| 2021                                | Budapest (Hungría)                  | Medalla de plata                    | 50 m espalda                        |
| Campeonato Europeo en Piscina Corta |                                     |                                     |                                     |
| Año                                 | Lugar                               | Medalla                             | Prueba                              |
| 2017                                | Copenhague (Dinamarca)              | Medalla de bronce                   | 100 m espalda                       |
| 2019                                | Glasgow (Reino Unido)               | Medalla de bronce                   | 100 m espalda                       |
| 2021                                | Kazán (Rusia)                       | Medalla de plata                    | 100 m espalda                       |
| 2021                                | Kazán (Rusia)                       | Medalla de bronce                   | 50 m espalda                        |